# سودانيون في النرويج
السودانيون في النرويج: هم مواطنون ومقيمون في النرويج من أصل سوداني، إنهم يشكلون إحدى مجموعات المهاجرين الأصغر في البلاد.

## الديموغرافيا
وفقًا لإحصاءات النرويج، في عام 2017، كان هناك ما مجموعه 3697 مهاجرًا من السودان يعيشون في النرويج، ومن بين هؤلاء، ولد 622 فردًا في النرويج لأبوين مهاجرين، وفي عام 2019، ارتفع العدد إلى 5854 شخصًا، معظم السودانيين قدموا إلى النرويج كطالبي لجوء.

## التعليم
وفقًا لإحصاءات النرويج، اعتبارًا من عام 2016، من بين إجمالي 3،354 مهاجرًا من مواليد السودان الذين تتراوح أعمارهم بين 16 عامًا فما فوق، كان 1912 فردًا قد حصلوا على مستوى أقل من التعليم الثانوي، وحصل 375 على مستوى التعليم الثانوي العالي، وحصل 32 منهم على مستوى التعليم المهني العالي، حصل 628 على مستوى تعليم عالٍ يصل إلى أربع سنوات في المدة، وحصل 286 على مستوى تعليم عالٍ لأكثر من أربع سنوات في المدة، و 121 لم يكن لديهم تعليم.

## التوظيف
وفقًا لإحصاءات النرويج، اعتبارًا من عام 2017، فإن المهاجرين المولودين في السودان والذين تتراوح أعمارهم بين 15 و 74 عامًا في النرويج لديهم معدل بطالة يبلغ حوالي 6.4%.